# György Nagy (calciatore)
György Nagy (Budapest, 30 luglio 1942 – Budapest, 27 febbraio 1992) è stato un calciatore ungherese, di ruolo centrocampista.

## Carriera

### Club
Ha sempre giocato nel campionato ungherese.

### Nazionale
Ha vinto l'oro olimpico nel 1964.